# Луангва
Луангва (Лвангва, Луангуа) на английски: Luangwa, на суахили: Luangwa, на португалски: Rio Aruângua, Rio Luangwa) е река в Замбия, ляв приток на Замбези. Дължината ѝ е 806 km, а площта на водосборния ѝ басейн – 145 700 km². Река Луангва води началото си на 2182 m н.в. от северната част на платото Ника, в непосредствена близост до границата с Малави. Почти по цялото си протежение тече основно в посока юг-югозапад. В горното си течение е типична планинска река с тясна и дълбока долина и бързо течение. След устието на левия си приток Лувумбу излиза от планините и до устието си тече в широка долина по дъното на дълбок грабен, простиращ се югоизточно от планините Мучинга. На около 10 km след устието на най-големия си приток Лунсемфва (десен) завива на юг, достига до границата с Мозамбик и оттук до устието си, на протежение около 80 km, служи за граница между Замбия и Мозамбик. Влива се отляво в река Замбези, на 327 m н.в., в „опашката“ на язовира „Кабора Баса“, при мозамбикския град Зумбо. Река Луангва получава множество, но предимно къси притоци, като най-големи са: леви – Лувумбу, Лундази, Лукусузи, Мсандиле, Нямадзи, Мсанзара, Мвувие, Нимба; десни – Луфила, Мунямадзи, Мупамадзи, Капамба, Лунсемфва. Подхранването ѝ е предимно дъждовно с ясно изразено лятно пълноводие (от януари до април). Средният годишен отток на реката е 688 m³/s, минималният – 61 m³/s, максималният – 2010 m³/s. В някои участъци реката е плавателна за плитко газещи речни съдове. В басейна на Луангва (на реките Лунсемфва и Мулунгуши) са изградени две големи ВЕЦ („Мита Хилс“ и „Мулунгуши“), обслужващи флотационните фабрики в град Кабве, край който се разработват находища на полиметални и ванадиеви руди.